# Phys.org
Phys.org, tot 2012 bekend als PhysOrg.com, is een nieuwswebsite over ontwikkelingen in de exacte wetenschap, zoals natuurkunde, biologie, kosmologie en aardwetenschappen. Enkele andere gebieden zijn nanotechnologie, techniek (zoals robots, hard- en software en elektronica), psychologie en geneeskunde. De website wordt frequent bijgewerkt met recente wetenschappelijke onderzoeken en resultaten. De website is sinds 2004 online.
De website biedt RSS-feeds voor elk van de hoofdcategorieën (Technology, Electronic Devices, Space and Earth, Physics, Nanotechnology, General Science en Health and Medicine) en het bevat een forum.
De website wordt door zo'n 1,6 miljoen mensen per maand bezocht, voornamelijk uit de Verenigde Staten, Canada en het Verenigd Koninkrijk.